# Морнарички истражитељи: Лос Анђелес (3. сезона)
Трећа сезона америчко полицијо-процедуралне драме МЗИС: Лос Анђелес је емитована од 20. септембра 2011. до 15. маја 2012. године на каналу ЦБС. Сезону су продуцирали Продукција "Шејн Бренан" и Телевизијски студио "ЦБС", а Шејн Бренан је директор серије и извршни продуцент. Произведене су укупно 24 епизоде. Унакрсна епизода са серијом Хаваји 5-0 догодио се током сезоне у двадесет и првој епизоди.
У сезони је уведен лик помоћника директора МЗИС-а Овена Гренџера кога тумачи Мигел Ферер.
Серије Морнарички истражитељи: Лос Анђелес је котирана на 7. месту са укупно 16,01 милиона гледалаца за телевизијску сезону америчке мреже 2011–12.

## Опис
Главна постава се у овој сезони није мењала.

## Улоге

### Главне
- Крис О’Донел као Џи Кален
- Данијела Руа као Кензи Блај
- Ерик Кристијан Олсен као Мартин А. Дикс
- Берет Фоа као Ерик Бил
- Рене Фелис Смит као Нел Џоунс
- Линда Хант као Хенријета Ленг
- Ел Ел Кул Џеј као Сем Хана

### Епизодне
- Питер Камбор као Нејт Гејц (Епизода 20)
- Мигел Ферер као Овен Гренџер (Епизоде 12, 14-17, 23-24)

## Епизоде
| Бр. у серији | Бр. у сезони | Наслов               | Редитељ            | Сценариста                                 | Премијерно емитовање | Прод. код | Бр. гледалаца (у милионима) |
| --- | ------------ | -------------------- | ------------------ | ------------------------------------------ | -------------------- | --------- | --------------------------- |
| 49 | 1            | "Ленг Х."            | Tони Вармби        | Шејн Бренан                                | 20. септембар 2011.  | 301       | 16.71                       |
| Екипа за специјалне пројекте путује у Румунију да тражи Хети док се суочава са историјом мафијашке породице Комеску и њиховом повезаности са Каленом. Хети се суочава са Алексом, шефицом породице Комсеку и открива да је Каленов деда био агент КСУ-а и да је побио неколико чланова породице. Комескуови су узвратили, убили су Каленову мајку, али оставили су Калена и његову сестру живе. У међувремену, Ерик и Нел откривају да је Лорен Хантер, привремени управник операција, члан породице Комеску. На крају је откривено да је Хантерова преузела идентитет Итаке Вадим - члана породице која се удаљила од њих - да би се убацила у породицу Комеску. Остали чланови екипе нису свесни њене праве верности све док не убије Алексу и не узме лаптоп од Комескуових. Епизода се завршава висећом судбином кад остали схвате да је Хети упуцала Алекса. Хети пада на земљу и њена судбина је непозната. |              |                      |                    |                                            |                      |           |                             |
| 50 | 2            | "Кибер напад"        | Денис Смит         | Р. Скот Џемил                              | 27. септембар 2011.  | 302       | 16.26                       |
| Екипа МЗИС-а се удружује са СДБ-ом да открије ко је творац и управљач софтверског програма повезаног са кибер нападима против министарства одбране. У међувремену, Кален наставља потрагу за још података о својој прошлости. Епизода се завршава кад Кален разговара са Хети о њеном знању о његовој прошлости и породици. |              |                      |                    |                                            |                      |           |                             |
| 51 | 3            | "Заштитна мрежа"     | Теренс О’Хара      | Дејв Калстин и Шејн Бренан                 | 4. октобар 2011.     | 303       | 14.78                       |
| Управница операција Хантер мења истражне ортаклуке током истраге смрти војника који је погинуо у експлозији. |              |                      |                    |                                            |                      |           |                             |
| 52 | 4            | "Рок"                | Кејт Вудс          | Гил Грант                                  | 11. октобар 2011.    | 304       | 15.40                       |
| Хети се враћа на посао, а екипа истражује смрт која је повезана са либијским покретом отпора. |              |                      |                    |                                            |                      |           |                             |
| 53 | 5            | "Жртва"              | Џон Питер Кјузакис | Џозеф Ч. Вилсон                            | 18. октобар 2011.    | 305       | 15.35                       |
| СУП-овци зову екипу МЗИС-а кад је рација повезала мексички нарко картел са траженим терористом повезаним са Ал-Каидом при чему је откривено да терориста планира да прода заробљени MQ-9 кољач картелу. У међувремену, Семово најцењеније власништво је украдено. |              |                      |                    |                                            |                      |           |                             |
| 54 | 6            | "Вук самотњак"       | Џејмс Вајтмор мл.  | Кристина М. Ким                            | 25. октобар 2011.    | 306       | 15.89                       |
| Кад је убијен бивши морнарички обавештајац, Хети ступа у везу са бившим колегом када је екипа МЗИС-а открила претњу гасоводу у Авганистану. Жртва је убијена како би се спречило откривање напада. |              |                      |                    |                                            |                      |           |                             |
| 55 | 7            | "Част"               | Тони Вармби        | Џордана Луис Џефи и Р. Скот Џемил          | 1. новембар 2011.    | 307       | 15.52                       |
| Кад војник који је нечасно отпуштен тврди да му је смештено, екипа МЗИС-а мора да открије да ли говори истину. |              |                      |                    |                                            |                      |           |                             |
| 56 | 8            | "Похлепа (1. део)"   | Џан Елијасберг     | Френк Милитари                             | 8. новембар 2011.    | 308       | 15.66                       |
| Кад је војна легитимација откривена на телу повезаном са материјалом из случаја кријумчарења, екипа МЗИС-а је добила одобрење да оде у Мексико и пронађе украдени материјал. Епизода се завршава кад Сем одлази у Судан да ради са јединицом ЦИА-е. |              |                      |                    |                                            |                      |           |                             |
| 57 | 9            | "Издаја (2. део)"    | Карен Гавиола      | Френк Милитари                             | 15. новембар 2011.   | 309       | 15.15                       |
| Кад је Семова мисија у Судану постала смртнонсна након што је тело које има сличан опис као Сем пронађено, Кален креће у Судан да нађе Сема пре него што буде касно. У Лос Анђелесу, екипа МЗИС-а открива податке о случају, а ствари се погоршавају кад је Семова маска откривена, присиљавајући Калена и Сема да се боре за своје животе. |              |                      |                    |                                            |                      |           |                             |
| 58 | 10           | "Дуг"                | Стивен Депол       | Дејв Калстин                               | 22. новембар 2011.   | 310       | 14.09                       |
| Кад је Дикс упуцао човека током операције ЛАПО-а и МЗИС-а, ЛАПО-вци прекидају везу са МЗИС-ом, присиљавајући Хети да елиминише Дикса као човека за везу. Ипак, пуцњава је омогућила Диксу да се врати у ЛАПО и препозна кртицу у ЛАПО-у. Кад је кртица на крају откривена, Дикс се враћа на посао у МЗИС. |              |                      |                    |                                            |                      |           |                             |
| 59 | 11           | "Виша сила"          | Kевин Бреј         | Џо Сакс                                    | 13. децембар 2011.   | 311       | 16.40                       |
| Током празника и удаљености екипа је позвана да открије лопова и пронађе огледни уређај који има толику снагу да може да уништи пола Лос Анђелеса. |              |                      |                    |                                            |                      |           |                             |
| 60 | 12           | "Посматрачи"         | Tони Вармби        | Р. Скот Џемил                              | 3. јануар 2012.      | 312       | 17.08                       |
| Кад је истражитељ министарства одбране пронађен мртав, Нел мора да се ослони на свој IQ због тестирања кад оде на тајни задатак као његова замена. У међувремену, Хетину способност да води екипу испитује нови помоћник директора Овен Гренџер.Прва појава Овена Гренџера. |              |                      |                    |                                            |                      |           |                             |
| 61 | 13           | "Излазна стратегија" | Денис Смит         | Грегори Вајдман                            | 10. јануар 2012.     | 313       | 16.60                       |
| Екипа мора да откирје ко стоји иза заседе на возило које је превозило Џаду Калед да би спасли и њу и свој случај. Сем мора да се суочи са Џадом по први пут ван Судана. Хуманитарни агент који је био на мисији је откривен као човек који стоји иза заседе кад му је француско друштво повезано са суданским диктатором отело жену и децу и претило да ће их побити ако то не уради. |              |                      |                    |                                            |                      |           |                             |
| 62 | 14           | "Ортаци"             | Ерик Ланевил       | Гил Грант и Дејв Калстин                   | 7. фебруар 2012.     | 314       | 16.27                       |
| Екипа истражује крађу пакета који је нестао из владиног возила. У међувремену, Кален и Сем славе петогодишњицу ортаклука. |              |                      |                    |                                            |                      |           |                             |
| 63 | 15           | "Kамелеон"           | Tеренс О’Хара      | Френк Милитари                             | 14. фебруар 2012.    | 315       | 16.15                       |
| Екипа истражуј убиство двоје људи, а касније су сазнали да је шпијун/агент под надимком "Камелеон", који може да имитира било коју особу или лице, одговоран за убиства. Кад је убијен агент Интерпола, екипа ради са Гренџером, који преузима случај, присиљавајући екипу да га извештава која је још кивна на његову умешаност. Али, упркос њиховим напорима, "Камелеон" успева да их избегне, али не и да избегне пре позивања Калена са непознатог места, а затим говори о специјалном агенту МЗИС-а ког ће да убије. Касније, под притиском Хети и Калена, Гренџер коначно говори разлог зашто је дошао у Лос Анђелес. Он је овде да ухвати убицу, а камера затим приказује да гледа на Кензи, што упућује на то да би то могло да има некакве везе са њом. |              |                      |                    |                                            |                      |           |                             |
| 64 | 16           | "Блај К. (1. део)"   | Џонатан Фрејкс     | Џозеф Ч. Вилсон                            | 21. фебруар 2012.    | 316       | 15.47                       |
| Кензи је привео помоћник директора Гренџер кад је неколико војника из скупа њеног покојног оца изгинуло у неколико саобраћајних несрећа. Гренџер открива да је јединица Доналда Блаја заправо била екипа за хитне акције и тајне операције и да су сви у јединици побијени, а једина заједничка веза између њих је Кензи. Међутим, док Кален и екипа истражују како би покушали да скину љагу са имена своје пријатељице, они откривају Гренџерсову везу са јединицом и почињу да сумњају да је он прави убица. Епизода се завршава кад је Кензи погодио снајпериста и не зна се да ли је мртва или жива ни да ли ју је метак ранио или убио. |              |                      |                    |                                            |                      |           |                             |
| 65 | 17           | "Блај К. (2. део)"   | Tеренс О’Хара      | Дејв Калстин                               | 28. фебруар 2012.    | 317       | 15.85                       |
| Кензи је преживела рањавање. Кален и екипа откривају да је Гренџер побегао са лица места и морају да га пронађу и добију одговоре док Кензи наставља потрагу за убицом свог оца јер жели да реши случај једном за свагда. |              |                      |                    |                                            |                      |           |                             |
| 66 | 18           | "Змај и вила"        | Tони Вармби        | Џо Сакс                                    | 20. март 2012.       | 318       | 16.17                       |
| Екипа истражује пуцњаву испред вијетнамске амбасаде и истражује пре него што скуп у војном секретаријату морнарице почне. Али ускоро откривају да је једна радња маска за трговину оружјем или тероризам. |              |                      |                    |                                            |                      |           |                             |
| 67 | 19           | "Освета"             | Џејмс Вајтмор мл.  | Френк Милитари                             | 27. март 2012.       | 319       | 14.75                       |
| Војни официр је пронађена мртав, а сви докази упућују на екипу МВК-оваца који треба да крену на мисију спашавања талаца. Сем је изабран да испита скуп који би можда могао да угрози мисију. |              |                      |                    |                                            |                      |           |                             |
| 68 | 20           | "Родољубни чинови"   | Денис Смит         | Џордана Луис Џефи                          | 10. април 2012.      | 320       | 12.86                       |
| Кад је бивши војник осумњичен за прављење хемијске бомбе пронађен мртав, Нејт се враћа у Лос Анђелес, а екипа ради заједно са ФБИ-јем да пронађе и спречи домаће терористе.Појава Нејта Гејца. |              |                      |                    |                                            |                      |           |                             |
| 69 | 21           | "Додир смрти"        | Тони Вармби        | Мишел Фејзкас, Тара Батерс и Р. Скот Џемил | 1. мај 2012.         | 321       | 15.21                       |
| Детективи Дени Вилијамс и Чин Хо Кели из "Хаваја Пет-0" sa Хаваја долазе у Лос Анђелес како би са Каленом, Семом и Одељењем за специјалне пројекте пронашли и зауставили Џарода Продмена, лекара који носи неколико бочица великих богиња способних за брисање пола популације. Они су на крају пронашли и заробили Продмена који открива да је већ продао бочице др. Рејчел Холдинг коју не могу да нађу. Истрага открива да Холдингова верује да је земљина популација нарасла преввише у последњих хиљаду година и да је мајце заражене богињама малолетницима који ће заузврат узроковати ширење великих богиња. Упркос напорима, Холденова је на крају ухваћена и ухапшена. |              |                      |                    |                                            |                      |           |                             |
| 70 | 22           | "Комшија гледа"      | Роберт Флорио      | Кристина М. Ким                            | 8. мај 2012.         | 322       | 14.56                       |
| Кензи и Дикс иду на тајни задатак као брачни пар да ухвате руског агента у комшилуку. Кроз многе осумњичене и неочекивани преокрет за Дикса и Кензи, на крају су ухватили агента. Такође, Кензи и Дикс су се пољубили како би заштитили своју кринку. |              |                      |                    |                                            |                      |           |                             |
| 71 | 23           | "Наслепо (1. део)"   | Џон Питер Кјузакис | Гил Грант                                  | 15. мај 2012.        | 323       | 15.19                       |
| "Камелеон" увлачи Калена и остатак екипе у смртоносну игру, а ствари затим постају личне кад су агенти Мајк Ренко и Лорен Хантер побијени. |              |                      |                    |                                            |                      |           |                             |
| 72 | 24           | "Наслепо (2. део)"   | Tеренс О’Хара      | Шејн Бренан                                | 15. мај 2012.        | 324       | 15.19                       |
| "Камелеонова" игра се наставља и ствари се загревају кад екипа открије да је живот невиног човека улог. Епизода се завршава кад Калена хапсе ЛАПО-вци због убиства "Камелеона" из освете за Ренкову и Хантерину смрт, а Хети оставља отказ за Овена Гренџера на свом столу, указујући да одлази из ОСП-а заувек због трагедије која је поцепала екипу и Одељење за специјалне пројекте. |              |                      |                    |                                            |                      |           |                             |

## Производња

### Развој
Серија Морнарички истражитељи: Лос Анђелес је обновљена за трећу сезону 17. маја 2011.

### Унакрсна епизода
Сезона садржи унакрсну епизоду са серијом Хаваји 5-0. Догађај се одвијао у виду дводелне унакрсне епизоде. Крис О'Донел и Ел Ел Кул Џеј појавили су се као Џи Кален и Сем Хана у двадесет првој епизоди друге сезоне серије Хаваји 5-0 под називом "Додир смрти" 30. априла 2012. У другом делу, Скот Кан и Данијел Дае Ким појавили су се у епизоди треће сезоне „Додир смрти“ која је емитована 1. маја 2012.

## Емитовање
Трећа сезона серије Морнарички истражитељи: Лос Анђелес премијерно је приказана 20. септембра 2011.

## Напомена
1. ↑  Епизода "Излазна стратегија" је једина епизода у сезони која уместо шпице има само наслов и име творца.